# Bitwa nad rzeką Isly (1844)
Bitwa nad rzeką Isly – starcie zbrojne, które miało miejsce 14 sierpnia 1844 w trakcie walk francusko-marokańskich.
Wiosną roku 1844 wojska francuskie dowodzone przez generała Louisa Lamoriciere założyły obóz warowny w miejscowości Lalla Maghnia niedaleko Wadżdy. W reakcji na to przeciwko Francuzom wyruszyły 40-tysięczne siły marokańskie pod dowództwem Sidi Muhammada. Do walk doszło w maju 1844 r. Zbombardowane zostały miasta Tanger i Mogador. Dnia 14 sierpnia 1844 nad rzeką Isly, siły francuskie liczące 10 300 ludzi pod dowództwem generała Thomasa Roberta Bugeaud de la Piconnerie rozbiły oddziały marokańskie Muhammada. W wyniku starcia Marokańczycy stracili 800 zabitych i 2 000 jeńców, Francuzi stracili 30 zabitych oraz 100 rannych. 